# Zmienna zależna (psychologia)
Zasugerowano, aby zintegrować ten artykuł z artykułem Zmienna objaśniana. Nie opisano powodu propozycji integracji.
Zmienna zależna (ang. dependent variable), zmienna wyjaśniana – w metodologii badań psychologicznych jest to, obok zmiennej niezależnej, jedna z dwóch głównych zmiennych w badaniu eksperymentalnym. Jest to zmienna, która jest przedmiotem badania – związki tej zmiennej z innymi badacz stara się określić. Oznacza się ją symbolem Y.
W badaniu psychologicznym sprawdza się, jak różne wartości zmiennej niezależnej X (czyli zmiennej wyjaśniającej) wpływają na wartość zmiennej zależnej Y (zmiennej wyjaśnianej). Na przykład: eksperymentator chce sprawdzić, czy pobudzenie energetyczne wpływa na sprawność umysłową przez podanie badanym różnych dawek kofeiny (np. różnej liczby kubków kawy) oraz poproszenie ich o rozwiązanie testu. W tak postawionym problemie badawczym zmienną zależną będzie sprawność umysłowa badanych (mierzona liczbą poprawnie wykonanych zadań), czyli skutek manipulacji zmienną niezależną (pobudzeniem energetycznym różniącym się podanymi dawkami kofeiny).

## Przykłady eksperymentów psychologicznych
- Eksperyment Milgrama – zmienna zależna: poddawanie się sugestiom autorytetu. Milgram badał, jak obecność autorytetu (eksperymentatora) wpływa na decyzje uczestników o przerwaniu nieetycznego badania – rażenia prądem osoby z chorym sercem, w momencie, gdy źle zapamiętywała podane pary słów[2].
- Stanfordzki eksperyment więzienny – zmienna zależna: zachowania związane z wchodzeniem w role więźniów i strażników. Zimbardo losowo podzielił uczestników na "więźniów" i "strażników". Badał w ten sposób, jak bycie anonimowym i przyzwolenie na traktowanie innych przedmiotowo (w przypadku "strażników"), a także otoczenie i autorytet (w przypadku "więźniów") wpływa na zmiany w zachowaniu. W symulowanym więzieniu, w krótkim czasie doszło do radykalnych zmian charakterów osób badanych[3].
- Eksperyment Ascha – zmienna zależna: podporządkowywanie się zdaniu grupy. Asch badał, jak obecność grupy wpływa na zmienianie swojego zdania (konformizm normatywny). Badani będąc sami w sali poprawnie oceniali, która z pokazanych mi na ekranie linii jest najkrótsza. Jednak w grupie, po zobaczeniu tego samego zestawu linii, zmieniali swoje zdanie pod wpływem opinii pozostałych uczestników (w rzeczywistości byli to wynajęciu aktorzy, którzy specjalnie wprowadzali uczestnika w błąd).
- Eksperyment z piankami marshmallow – zmienna zależna: zdolność opierania się pokusie natychmiastowej gratyfikacji. Zamykano czterolatków samotnie w pokoju na 15 minut z talerzem, na którym leżała słodka pianka. Eksperymentator informował dziecko, że jeżeli nie zje w tym czasie pianki, to po jego powrocie dostanie jeszcze jedną. Dzieci deklarowały, że poczekają, jednak nie wszystkie dały radę oprzeć się pokusie. Te, którym się to udało najczęściej stosowały technik dystansowania się (np. zakrywały oczy, odwracały się). Dzieci, którym udało się oprzeć, osiągały większe sukcesy w dorosłym życiu.